# Lingua panarà
Il panará (o Kreen Akarore o Kren Akarore) è una lingua della famiglia linguistica delle lingue gê parlata in Brasile.

## Classificazione
Il panará è una delle lingue del sottogruppo delle lingue gè del Nord. È parlata dagli indigeni Amérindi Panará, che vivono negli stati brasiliani del Mato Grosso e Pará.